# Bernard Joseph McLaughlin
Bernard Joseph McLaughlin (Búfalo, Nueva York, 19 de noviembre de 1912-Tonawanda, Nueva York, 5 de enero de 2015) fue un prelado católico estadounidense. Se desempeñó como obispo auxiliar de Búfalo entre 1968 y 1988; y como obispo titular de Motula desde 1968 hasta su fallecimiento.

## Primeros años
McLaughlin era hijo de Michael Henry McLaughlin y Mary Agnes Curran. Fue bautizado en la Iglesia de la Ascensión en North Tonawanda en 1912. La familia McLaughlin luego se mudó a la parroquia de la Visitación, donde asistió a la escuela parroquial. En 1925, ingresó al Seminario Preparatorio en la diócesis de Búfalo. Cinco años después, dejó Búfalo para asistir al Urban College for the Propagation of the Faith en Roma, Italia.

## Vida eclesiástica
McLaughlin fue ordenado sacerdote en la Basílica de San Juan de Letrán, en Roma, el 21 de diciembre de 1935.
Continuó sus estudios y permaneció en Roma durante otros seis meses antes de regresar a Búfalo. El 14 de agosto de 1936, fue nombrado asistente en la Catedral de San José. Permaneció allí hasta junio de 1942, cuando fue nombrado secretario del Tribunal diocesano. En 1946 fue nombrado canciller asistente y poco después se convirtió en vicecanciller de la diócesis. Se convirtió en canciller de la diócesis el 16 de diciembre de 1953. En noviembre de 1950 fue elegido para establecer la nueva parroquia de la Coronación de la Santísima Virgen María en el West Side de Búfalo. Continuó sus funciones en la Cancillería durante su tiempo como párroco y en junio de 1961 fue transferido para convertirse en párroco de la Parroquia del Santísimo Sacramento en Kenmore, Nueva York. Permaneció allí hasta 1972, cuando fue nombrado párroco de la parroquia San Juan Bautista, también en Kenmore.
El 6 de abril de 1950, el Papa Pío XII lo nombró Chambelán Privado con el título de Muy Reverendo Monseñor. Tres años más tarde fue elevado al rango de Prelado Doméstico con el título de Reverendísimo Monseñor. El 4 de diciembre de 1967, el Papa Pablo VI lo nombró Protonotario Apostólico. Además de su trabajo como canciller, McLaughlin fue miembro de la junta de consultores diocesanos y vicario general.

### Episcopado
McLaughlin fue designado obispo auxiliar de Búfalo el 28 de diciembre de 1968 y recibió su consagración episcopal el 6 de enero de 1969, de manos del Papa Pablo VI. Esta fue la primera vez que un sacerdote diocesano de Búfalo fue designado obispo por un Papa. Al mismo tiempo fue nombrado obispo titular de Mottola.
Se desempeñó como defensor del Tribunal diocesano, profesor de Ética Laboral en el Colegio Diocesano de Gestión Laboral y fundador de varias escuelas parroquiales de trabajo. Además, se desempeñó como capellán de la Asociación Católica de Ciegos y fue secretario del Sínodo Diocesano. El 14 de septiembre de 1968, fue nombrado Caballero del Santo Sepulcro en la Catedral de San Patricio en la ciudad de Nueva York por el arzobispo Terence Cooke.

### Retiro
El Papa Juan Pablo II aceptó la carta de retiro de McLaughlin el 15 de enero de 1988, de acuerdo con la ley eclesiástica, que exige que los obispos presenten sus cartas de retiro el día de su 75.º cumpleaños.

## Fallecimiento
McLaughlin murió el 5 de enero de 2015, en Tonawanda, Nueva York, a la edad de 102 años.